# 志水一夫 (作家)
志水 一夫（しみづ かづを、（「しみず かずお」 とも）、1954年2月9日 - 2009年7月3日）は、日本の作家、科学解説家、超常現象研究家。と学会運営委員。
著作は多数だが、非常に遅筆なため共著が多く、単著は少ない。
本名以外に三井 一郎（みつい いちろう）等のペンネームでの著作も多数。

## 生涯
東京都新宿区出身。慶應義塾大学文学部史学科卒業。
高校生時代からUFOや超能力に関する研究を開始し、そのまま著作業の道へと進む。大宮信光が主宰の、「SFファン科学勉強会」のメンバーだった。
「と学会」系の書籍、オカルト雑誌、およびウィキペディアやAmazon.com読者レビューなどで執筆活動を行っていた。ウィキペディアでは「Kadzuwo」、Amazonやmixi等では「夜帆。＠楽利多マスター」名義のハンドルネームを用いていた。Japan SkepticsおよびASIOSの会員。元新しい歴史教科書をつくる会会員。
その他、多数の超常現象研究団体の会員や役員を務めていた。
2009年、胃がんのため、55歳で死去。家の宗教が神道のため葬儀は神式で営まれた。諡号は「志水一夫大人命」（しみづかづをうしのみこと）である。

## 人物
- 歴史、自然科学、オカルト、トンデモ説批判、アニメなど執筆分野は多岐にわたる。特に『UFOの嘘』・『大予言の嘘』（両方ともデータハウス刊）の2冊は、ともに星雲賞ノンフィクション部門の参考候補作に挙げられたものであり、特に後者は菊池聡からは古典的名著と評された[7]。この2冊は、日本のUFO研究家やノストラダムス研究家等の問題点を指摘した公刊された文献としては、最も早い部類に属するものである。また、アニメ関係では『美少女戦士セーラームーン』や『ルパン三世』などに関する研究で知られている[8] 。
- トンデモ本シリーズなどのオカルト批判で有名であるが、その一方でレイキ・催眠療法・飲尿療法などの科学的裏付けが乏しい民間療法を信奉しており、自ら実践するに留まらず、メールマガジンやホームページでこれらを紹介したり、それらの療法を行う団体の役員を務めたりしていた[9]。
- 親交のあったと学会会長の山本弘や同会運営委員の皆神龍太郎によると、当人は超常現象の実在を固く信じている、いわゆる「ビリーバー」であり、それゆえに「偽物」の存在を許せず批判していたとのことである[10]。
- また、1980年前後の「ロリコン漫画ブーム」の際には、原丸太名義でロリコン同人誌レビューを行っていた[11]。
- 歴史関係では、従来あまり知られていなかったエピソードなどを、一般向けに手際よくまとめて紹介することもあった。ただし、学術的な論文よりは通俗本に依拠することがあることなどによって、史料・資料の選定や扱い方を疑問視される場合もある。ただし、その通俗本から得たネタもさらに詳細かつ緻密に元ネタを検証している。それゆえに超がつくほどの遅筆である。
- 残された蔵書は概算で43000冊という膨大な量であり、これらは一括して明治大学付属米澤嘉博記念図書館に寄贈されることとなった[12]。

## 著書

### 単著
- UFOの嘘 : マスコミ報道はどこまで本当か? 志水一夫 著 データハウス 1990.12
- 大予言の嘘 : 占いからノストラダムスまで その手口と内幕 志水一夫 著 データハウス 1992.3
- 宜保愛子イジメを斬る!! : オカルト論争解明マニュアル 志水一夫 著 スタジオ・シップ 1994.2
- トンデモ超常学入門 : 志水一夫の科学もドキ! 志水一夫 著 データハウス 1997.11
- 大予言の嘘 : 占いからノストラダムスまで : その手口と内幕 改訂版 志水一夫 著 データハウス 1997.11
- トンデモ・ノストラダムス解剖学 : 本当のことを、みんな知らない 志水一夫 著 データハウス 1998.12
- トンデモ超常レポート傑作選 志水一夫 著 楽工社 2007.8

### 共著
- オカルト徹底批判 (朝日ワンテーママガジン ; 28) 朝日新聞社 1994.5
- 想像の翼を広げて : 未知への旅 SFファンタジー談議 小山茉美 [述] ブラス出版 1994.10
- 「神々の指紋」の超真相 H.ユウム, S.ヨコヤ, K.シミズ 著 データハウス 1996.11 （ゆうむはじめ, 横屋正朗,志水 一夫）
- 「神」に迫るサイエンス : Brain valley研究序説 瀬名秀明 監修, 澤口俊之 [ほか]著 角川書店 1998.3 - のち文庫
- 世界を救う愛の原理 : 一即他他即一 志水一夫, 坂本晋 著 たま出版 1999.8
- トンデモ創世記2000 : オタク文化の行方を語る (と学会白書シリーズ) 唐沢俊一, 志水一夫 著 イーハトーヴ 1999.8
- 新・トンデモ超常現象56の真相 (Skeptic library ; 6) 皆神龍太郎, 志水一夫, 加門正一 著　太田出版　2001.8
- トンデモ創世記 (扶桑社文庫) 唐沢俊一, 志水一夫 著 扶桑社 2002.7
- トンデモUFO入門 山本弘, 皆神龍太郎, 志水一夫 著 洋泉社 2005.8
- 人類の月面着陸はあったんだ論 (と学会レポート) 山本弘, 植木不等式, 江藤巌, 志水一夫, 皆神龍太郎 著 楽工社 2005.12
- ギボギボ90分! (と学会レポート) 永瀬唯, 植木不等式, 志水一夫, 本郷ゆき緒, 皆神龍太郎 著 楽工社 2006.12
- 新・トンデモ超常現象60の真相 皆神龍太郎, 志水一夫, 加門正一 楽工社 2007.2
- さらば志水一夫 : 7つのペンネームと1つの文体を持つ男　志水一夫追悼本製作委員会 編 [志水一夫追悼本製作委員会]　2010.6
- 新・トンデモ超常現象60の真相 上下 皆神龍太郎, 志水一夫, 加門正一 著 彩図社 2013.3

### 翻訳
- 超古代史の真相 チャールズ・J.カズー, スチュワート・D.スコット Jr. 著, 志水一夫 訳 東京書籍 1987.9
- UFO百科事典 ジョン・スペンサー 編著, 志水一夫 監修 原書房 1998.8

## 関連資料
- 『凄ノ王』 - 超能力と日本神話を題材とした永井豪の漫画。超能力研究協力という肩書で名を載せている。
- 『さらば志水一夫 7つのペンネームと1つの文体を持つ男』(志水一夫追悼本制作委員会、2010年) - 生前に親交のあった者による追悼文などをまとめた同人誌。